# VfB 1900 Offenbach
VfB 1900 Offenbach é uma agremiação esportiva alemã, fundada a 25 de maio de 1900, sediada em Offenbach am Main, em Hessen.

## História
Atualmente joga na Kreisliga A (IX). A equipe participou da segunda divisão durante a Segunda Guerra Mundial e fez uma única aparição na temporada 1943-1944 na Gauliga Hessen-Nassau (I).
O clube foi estabelecido, em 1900, como Offenbach Germania Fußball-Club. Ele se fundiu com o FC Melita 1900 Offenbach, em 1917, para se tornar Verein für Rasenspiele 1900 Offenbach. A 27 de outubro de 1921 o VfR se juntou ao Kickers Offenbach para atuar como Kickers Offenbach VfR antes de voltar a ser um clube independente em 1925.
O VfR foi forçado a sair de suas terras por ordem dos nazistas em 1937 e no afã de sobreviver, o clube se fundiu com o Sportverein Offenbach para dar origem ao Verein für Bewegungsspiele Offenbach a 21 de maio de 1938. O SV reuniu as tradições dos dois times locais. Fundado em 1902 como FC Viktoria Offenbach, durante a Primeira Guerra Mundial, o time jogou como parte do combinado de guerra Kriegsvereinigung FC Arminia-Viktoria Offenbach ao lado do FC Arminia 1904 Offenbach. A união foi formalizada em 26 de março de 1917 com a criação do Offenbacher Fußballverein 02. Esse clube, por sua vez se fundiu ao Ballspiel Club-1899 Offenbach, em 1922, para formar o SV 1899 Offenbach antes de os dois clubes novamente seguissem seus próprios caminhos em 1927.
O VfB fez duas tentativas fracassadas de avançar à primeira divisão, a Gauliga, em 1939-1940 e 1941-1942, antes de ganhar a promoção em 1943. A equipe atuou por uma única temporada nesse nível e foi rebaixado após um nono lugar.
Atualmente, o clube disputa a Kreisliga Um Offenbach-Oeste (IX).